# Großes Rhombenikosidodekaeder
Das Große Rhombenikosidodekaeder (auch Ikosidodekaederstumpf genannt) ist ein Polyeder, das zu den archimedischen Körpern zählt. Es setzt sich aus 30 Quadraten, 20 regelmäßigen Sechsecken sowie 12 regelmäßigen Zehnecken zusammen und hat 120 Ecken sowie 180 Kanten. Der duale Körper ist das Hexakisikosaeder.
Die auf Johannes Kepler zurückgehende Bezeichnung Ikosidodekaederstumpf ist missverständlich, da beim Abstumpfen eines Ikosidodekaeders Rechtecke entstehen, die keine Quadrate sind.

## Kartesische Koordinaten
Durch die geraden Permutationen von
{\displaystyle \left(\pm {\frac {1}{\Phi }},\pm {\frac {1}{\Phi }},\pm (3+\Phi )\right),}
{\displaystyle \left(\pm {\frac {2}{\Phi }},\pm \Phi ,\pm (1+2\Phi )\right),}
{\displaystyle \left(\pm {\frac {1}{\Phi }},\pm \Phi ^{2},\pm (-1+3\Phi )\right),}
{\displaystyle {\big (}\pm (2\Phi -1),\pm 2,\pm (2+\Phi ){\big )},}
{\displaystyle \left(\pm \Phi ,\pm 3,\pm 2\Phi \right)}
erhält man die kartesischen Koordinaten der Ecken eines großen Rhombenikosidodekaeders mit Mittelpunkt im Ursprung und Kantenlänge {\displaystyle 2\Phi -2}.
Dabei ist {\displaystyle \Phi ={\tfrac {1}{2}}\left(1+{\sqrt {5}}\right)} das Verhältnis des Goldenen Schnittes.

## Formeln
| Größen eines Ikosidodekaederstumpfs mit Kantenlänge a | Größen eines Ikosidodekaederstumpfs mit Kantenlänge a                                                                                       |
| ----------------------------------------------------- | --- |
| Volumen                                               | {\displaystyle V=5a^{3}\left(19+10{\sqrt {5}}\right)}                                                                                       |
| Oberflächeninhalt                                     | {\displaystyle A_{O}=30a^{2}\left(1+{\sqrt {3}}+{\sqrt {5+2{\sqrt {5}}}}\right)}                                                            |
| Umkugelradius                                         | {\displaystyle R={\frac {a}{2}}{\sqrt {31+12{\sqrt {5}}}}}                                                                                  |
| Kantenkugelradius                                     | {\displaystyle r={\frac {a}{2}}{\sqrt {30+12{\sqrt {5}}}}}                                                                                  |
| 1. Flächenwinkel (Hexagon–Quadrat) ≈ 159° 5′ 41″      | {\displaystyle \cos \,\alpha _{1}=-{\frac {\sqrt {3}}{6}}\left(1+{\sqrt {5}}\right)}                                                        |
| 2. Flächenwinkel (Dekagon–Quadrat) ≈ 148° 16′ 57″     | {\displaystyle \cos \,\alpha _{2}=-{\sqrt {\frac {5+{\sqrt {5}}}{10}}}}                                                                     |
| 3. Flächenwinkel (Dekagon–Hexagon) ≈ 142° 37′ 21″     | {\displaystyle \cos \,\alpha _{3}=-{\sqrt {\frac {5+2{\sqrt {5}}}{15}}}}                                                                    |
| Eckenraumwinkel = 1,5 π                               | {\displaystyle \Omega =\,2\pi -\arccos 0}                                                                                                   |
| Sphärizität ≈ 0,97031                                 | {\displaystyle \Psi ={\frac {\sqrt[{3}]{900\,\pi \left(861+380{\sqrt {5}}\right)}}{30\left(1+{\sqrt {3}}+{\sqrt {5+2{\sqrt {5}}}}\right)}}} |